# Paduniella semarangensis
Paduniella semarangensis är en nattsländeart som beskrevs av Georg Ulmer 1913. Paduniella semarangensis ingår i släktet Paduniella och familjen tunnelnattsländor. Inga underarter finns listade i Catalogue of Life.